# Karosa LC 936
Karosa LC 936 — высокопольный междугородный автобус, производившийся в городе Високе-Мито компанией Karosa в 1996—2001 годах. Пришёл на смену автобусу Karosa LC736. 

## Конструкция
Автобус Karosa LC 936 унифицирован с автобусами Karosa C934 и Karosa B932. Кузов автобуса полусамонесущий, рамный. Двигатель расположен сзади.
Привод подаётся на заднюю ось. Подвеска автобуса пневматическая. Вход в салон производится через две двери. В отличие от предыдущих моделей, задняя дверь автобуса автоматическая (в предыдущих моделях она была аварийная). Внутри используются мягкие сиденья. Перегородка отсутствует.

## Производство
Автобус Karosa LC 936 серийно производился с 1996 года. В 1999 году автобус был модернизирован и получил индексы LC 936E и LC 936XE. Буква X обозначает версию «Экспресс».